# William J. Casey

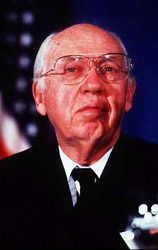
William Joseph Casey

William Joseph Casey (* 13. März 1913 in New York City; † 6. Mai 1987 ebenda) war ein US-amerikanischer Regierungsbeamter. Er war von 1981 bis 1987 Director of Central Intelligence und leitete den Auslandsgeheimdienst CIA.

## Biografie

### Frühe Karriere
Casey studierte an der Fordham University und der St. John’s University und machte 1937 einen Abschluss in Jura. Während des Zweiten Weltkrieges arbeitete er für das Office of Strategic Services. Unter Richard Nixon führte er von 1971 bis 1973 den Vorsitz der United States Securities and Exchange Commission. Von Februar 1973 bis März 1974 hatte er den Posten des Staatssekretärs für Wirtschaftsangelegenheiten (Under Secretary of State for Economic Affairs) im Außenministerium der Vereinigten Staaten inne. Im Vorfeld der Präsidentschaftswahl 1980 war er als Kampagnenleiter im Wahlkampfteam von Ronald Reagan tätig.

### Direktor der CIA
Casey war nach der Wahl im Übergangsteam Reagans tätig. Bei der Prüfung seiner Nominierung im US-Senat setzte sich der damalige Senator Joe Biden gegen Casey ein. Nach seinem Amtsantritt ernannte Reagan Casey zum Direktor der CIA. Während seiner Amtszeit bei der CIA spielte Casey eine große Rolle bei der Gestaltung der Außenpolitik Reagans, besonders Reagans Konzept zur sowjetischen internationalen Tätigkeit. Casey hatte als erster CIA-Direktor den Status eines Kabinettmitgliedes und das Privileg, den Präsidenten privat aufsuchen zu dürfen.
In seine Amtszeit als CIA-Direktor fallen die finanzielle und militärische Unterstützung der islamischen Mudschahedin im Sowjetisch-afghanischer Krieg sowie der Beginn der Zusammenarbeit mit dem pakistanischen Geheimdienst Inter-Services Intelligence. In Nicaragua finanzierte die CIA unter Casey die Contra-Rebellen und ihren Kampf gegen die Regierung des Landes. In diesem Zusammenhang war Casey auch wegen der Iran-Contra-Affäre angeklagt, es kam aber wegen Caseys Gesundheitszustand zu keiner Verurteilung.
Casey starb 1987 an den Folgen eines Hirntumors.